# Phanogomphus westfalli
Phanogomphus westfalli – gatunek ważki z rodziny gadziogłówkowatych (Gomphidae). Występuje wyłącznie w północno-zachodniej części stanu Floryda w USA.